# Bem-haja.net
A Associação Bem-Haja.Net é uma associação sem fins lucrativos criada em 14 de Julho de 2005 com o objectivo de apoiar instituições de solidariedade, de apoio social e de voluntariado na área das novas tecnologias de informação.
A associação integra voluntários nas áreas administrativas e apoio técnico, estabelecendo por vezes protocolos com empresas e instituições privadas para fornecimento de equipamento informático, normalmente usado, e preparando o mesmo para a sua reutilização por parte das instituições que apoia. Fornece também assistência técnica a nível de hardware e software, assim como à criação e manutenção de sites para as instituições a (título gratuito). A quota anual das instituições beneficiárias é de trezentos Euros.

## História
A associação nasceu a partir de um projecto inicial que visava apenas a construir um portal, o Portal da Solidariedade, para divulgar aquelas instituições, as suas actividades e os seus contactos, tendo em vista possibilitar uma maior proximidade com os cidadãos. A evolução do projecto levou à constituição da associação que, segundo dados da associação, em 2007 conta com um directório de mais de 3900 instituições no seu portal.